# Albrecht Behmel
Albrecht Behmel (Stuttgart, 24 de março de 1971) é um escritor e historiador alemão.

## Biografia
O escritor e historiador, Albrecht Behmel publicou obras sobre a História Antiga, a guerra naval grega e a literatura alemã medieval como Canção dos Nibelungos. No entanto, o seu trabalho mais notável é uma série de livros de auto-ajuda, que o tornou num dos pioneiros da publicação electrónica na Alemanha. De si sabe-se que sofre de insónia. Nas suas obras usou o pseudónimo de Timothy Patterson.
 
A sua obra publicada inclui romances como Homo Sapiens, guiões cinematográficos e obras para a radio e teatro, assim como também documentários e ensaios. Trabalhou para varias cadeias de televisão alemãs e internacionais, como ARTE e ARD.
 
Dois temas habituais na maioria dos seus livros são a equitação e o alcoolismo, assim como a mistura dos mesmos. Outros tópicos como a música tradicional irlandesa, as tradições universitárias e a mitologia antiga, aparecem em algumas das suas obras de ficção. A maioria dos diálogos contam com uma grande variedade de dialectos alemães e jargão.

## Obras

### Ficção
- Homo Sapiens Berliner Art. Schenk, Passau 2010, ISBN 978-3-939337-78-2
- Die Berliner Express-Historie. 80000 Jahre in 42 Schlückchen. Berlin 2007, ISBN 978-3-9809951-5-3
- Ist das Ihr Fahrrad, Mr. O'Brien? Eine Hörspielcollage aus der Welt der Wissenschaft und des Suffs. SR 2003
- Das Nibelungenlied. Ein Heldenepos in 39 Abenteuern. Ibidem-Verlag, Stuttgart 2001, ISBN 3-89821-145-2
- Auf dem Rücken der Pferde liegt das Glück dieser Erde. Weltbild, Augsburg 2006, ISBN 3-8289-8118-6
- Von der Kunst, zwischen sich und dem Boden ein Pferd zu behalten. Berlin 2005, ISBN 3-89769-910-9

### Não-ficção
- Die Mitteleuropadebatte in der Bundesrepublik Deutschland. Zwischen Friedensbewegung, kultureller Identität und deutscher Frage. Ibidem-Verlag, Hannover 2011, ISBN 978-3-8382-0201-3
- 1968 – Die Kinder der Revolution. Der Mythos der Studentenbewegung im ideengeschichtlichen Kontext des „hysterischen Jahrhunderts“ 1870 bis 1968. Hannover 2011, ISBN 978-3-8382-0203-7
- Erfolgreich im Studium der Geisteswissenschaften. Francke, Tübingen 2005, ISBN 3-7720-3371-7
- Manuskripte druckreif formatieren. Ibidem-Verlag, Stuttgart 2001, ISBN 3-89821-137-1
- Was sind Gedankenexperimentee? Kontrafaktische Annahmen in der Philosophie des Geistes – der Turingtest und das Chinesische Zimmer. Stuttgart 2001, ISBN 3-89821-109-6
- Themistokles, Sieger von Salamis und Herr von Magnesia. Die Anfänge der athenischen Klassik zwischen Marathon und Salamis. Stuttgart 2000, ISBN 3-932602-72-2

## Prêmios
- Akademie der Darstellenden Künste